# Jリーグのクラブに所属するサッカー選手のクラブ別一覧
日本プロサッカーリーグ (Jリーグ)に加盟するもしくは過去に加盟していたクラブに所属する選手のクラブ別一覧。

## 北海道
- 北海道コンサドーレ札幌の選手一覧

## 東北
| - ヴァンラーレ八戸の選手一覧 - いわてグルージャ盛岡の選手一覧 - ベガルタ仙台の選手一覧 - ブラウブリッツ秋田の選手一覧 | - モンテディオ山形の選手一覧 - 福島ユナイテッドFCの選手一覧 - いわきFCの選手一覧 |

## 関東
| - 鹿島アントラーズの選手一覧 - 水戸ホーリーホックの選手一覧 - 栃木SCの選手一覧 - 栃木シティFCの選手一覧 - ザスパクサツ群馬の選手一覧 - 浦和レッドダイヤモンズの選手一覧 - RB大宮アルディージャの選手一覧 - ジェフユナイテッド市原・千葉の選手一覧 - 柏レイソルの選手一覧 - FC東京の選手一覧 | - 東京ヴェルディ1969の選手一覧 - FC町田ゼルビアの選手一覧 - 川崎フロンターレの選手一覧 - 横浜F・マリノスの選手一覧 - 横浜フリューゲルスの選手一覧（ - 1999年） - 横浜FCの選手一覧 - 横浜スポーツ&カルチャークラブの選手一覧 - 湘南ベルマーレの選手一覧 - SC相模原の選手一覧 - ヴァンフォーレ甲府の選手一覧 |

## 北信越
| - 松本山雅FCの選手一覧 - AC長野パルセイロの選手一覧 - アルビレックス新潟の選手一覧 | - カターレ富山の選手一覧 - ツエーゲン金沢の選手一覧 |

## 東海
| - 清水エスパルスの選手一覧 - ジュビロ磐田の選手一覧 - 藤枝MYFCの選手一覧 | - アスルクラロ沼津の選手一覧 - 名古屋グランパスエイトの選手一覧 - FC岐阜の選手一覧 |

## 関西
| - 京都サンガF.C.の選手一覧 - ガンバ大阪の選手一覧 - セレッソ大阪の選手一覧 | - FC大阪の選手一覧 - ヴィッセル神戸の選手一覧 - 奈良クラブの選手一覧 |

## 中国
| - ガイナーレ鳥取の選手一覧 - ファジアーノ岡山FCの選手一覧 | - サンフレッチェ広島F.Cの選手一覧 - レノファ山口FCの選手一覧 |  |

## 四国
| - カマタマーレ讃岐の選手一覧 - 徳島ヴォルティスの選手一覧 - 愛媛FCの選手一覧 | - FC今治の選手一覧 - 高知ユナイテッドSCの選手一覧 |  |

## 九州
| - アビスパ福岡の選手一覧 - ギラヴァンツ北九州の選手一覧 - サガン鳥栖の選手一覧 - V・ファーレン長崎の選手一覧 - ロアッソ熊本の選手一覧 | - 大分トリニータの選手一覧 - テゲバジャーロ宮崎の選手一覧 - 鹿児島ユナイテッドFCの選手一覧 - FC琉球OKINAWAの選手一覧 |  |